# Tarawa : Atoll sanglant

Tarawa : Atoll sanglant est une bande dessinée de guerre belge écrite par Jean-Michel Charlier dont les personnages et décors sont dessinés par Victor Hubinon et les véhicules et armes par Charlier puis Albert Weinberg. Ce récit très documenté et assez manichéen de la victoire décisive des Américains contre les Japonais à Tarawa (21-23 novembre 1943) a été publié dans l'hebdomadaire Le Moustique du 17 octobre 1948 au 6 novembre 1949 et recueilli en un album de 60 planches par Dupuis en 1950. 
En 1974, Tarawa est republié dans l'hebdomadaire jeunesse Spirou dans une version colorisée au dessin et découpage retravaillé par Hubinon, tandis que Charlier ajoute de nombreux récitatifs et explications. Cette reprise a également été recueillie en album.